# HD 217703
HD 217703，又名BD-21 6354，SAO 191604、HR 8764，是一颗恒星，视星等为5.97，位于銀經41.2，銀緯-64.46，其B1900.0坐标为赤經22h 57m 23.9s，赤緯-21° -64.46′ 18″。